# Za mraky
Za mraky (v originále Al di là delle nuvole) je italsko-francouzsko-německý povídkový film z roku 1995, který režírovali Michelangelo Antonioni a Wim Wenders. Snímek měl světovou premiéru na filmovém festivalu v Benátkách dne 3. září 1995.

## Děj
Režisér cestuje s kamerou a poznámkovým blokem po Itálii a Francii a hledá inspiraci pro svůj nový film. Postupně se zastaví ve městech Ferrara, Portofino, Paříž a Aix-en-Provence. Všechny příběhy, kterých je svědkem, jsou o vztahu dvou lidí, o lásce a jejím konci.

## Obsazení
| Fanny Ardant         | Patricia   |
| Chiara Casmelli      | milenka    |
| Irène Jacob          | dívka      |
| John Malkovich       | režisér    |
| Sophie Marceau       | dívka      |
| Vincent Perez        | Niccolo    |
| Jean Reno            | Carlo      |
| Kim Rossi Stuart     | Silvano    |
| Inés Sastre          | Carmen     |
| Peter Weller         | manžel     |
| Marcello Mastroianni | malíř      |
| Jeanne Moreau        | přítelkyně |

## Ocenění
- David di Donatello: nejlepší kamera (Alfio Contini)
- Nastro d'Argento: nejlepší filmová hudba
- Mezinárodní filmový festival v Benátkách: cena FIPRESCI